# Danko Lazović
Danko Lazović (în sârbă Данко Лазовић, pronunțat [dâːŋko lâːzoʋitɕ]; n. 17 mai 1983, Kragujevac, Iugoslavia) este un fotbalist sârb retras din activitate, care a jucat pe posturile de atacant și extremă. Lazović a reprezentat echipa națională a Serbiei la Campionatul Mondial din 2010. 

## Cariera pe echipe
Lazović a început să joace fotbal la o școală de fotbal din Kragujevac, după care a ajuns la grupele de juniori ale Partizanului la vârsta de 13 ani. În primul său sezon la seniori, Lazović a jucat în opt meciuri de campionat pentru Partizan, fiind împrumutat în același sezon la Teleoptik. Lazović și-a făcut debutul european într-un meci din calificările pentru Cupa UEFA împotriva lui Santa Coloma, la 23 august 2001. El a câștigat campionatul intern cu Partizan de două ori la rând, în sezoanele 2001-2002 și 2002–2003. 

### Feyenoord
După o formă impresionantă la Partizan, Lazović a fost transferat de Feyenoord în vara anului 2003 pentru o sumă record plătită de club la acea vreme, 7 milioane de euro. În deschiderea sezonului, pe 17 octombrie 2003, a marcat la debut, într-o victorie scor 2–1 în fața lui NEC și a marcat prima sa dublă din carieră în tricoul lui Feyenoord, în victoria scor 3–2 cu Utrecht, pe 25 ianuarie 2004, reușind să închei o serie de 15 meciuri fără gol marcat. La ultimul meci al sezonului, Lazović a înscris primul său hat-trick din perioada jucată la Feyenoord, într-o victorie 7-1 în fața echipei deja retrogradate PEC Zwolle. În sezonul următor, Lazović a marcat primele două goluri din sezon și i-a oferit o pasă de gol lui Dirk Kuyt într-o victorie cu 7–2 obținută în fața lui De Graafschap. În cele din urmă, Lazović nu a reușit să se impună în prima echipă a lui Feyenoord și s-a transferat la Bayer Leverkusen în vara lui 2005, ajungând acolo sub formă de împrumut. După realizarea transferului, Lazović a spus că se așteaptă să-și revitalizeze cariera la noua sa echipă. În prima rundă a Cupei Germaniei, Lazović a marcat un hat-trick, într-o victorie cu 8-0 obținută în fața lui Rot-Weiß Erfurt. Totuși, el nu a reușit să se impună nici la Bayer Leverkusen, întorcându-se la Partizan în ianuarie 2006, unde a fost împrumutat timp de  de șase luni. A avut un retur decent de campionat, marcând cinci goluri, însă au apărut mai multe știri legate de influența negativă pe care o avea asupra vestiarului. La începutul lunii mai 2006, după ultimul meci din ligă al sezonului, Lazović a fost implicat într-un incident la antrenamente cu colegul de echipă Niša Saveljić, care a continuat chiar și după terminarea acestora.

### Vitesse
În vara lui 2006, Lazović s-a întors în Eredivisie, de această dată la Vitesse. Vitesse i-a plătit lui Feyenoord 1,5 milioane de euro pentru atacant, cu Feyenoord fiind de acord să-i plătească salariul în primul an. În meciul de deschidere al sezonului, Lazović a debutat cu gol într-o victorie scor 2-1 împotriva Spartei Rotterdam, fiind aproape de a cuceri titlul de golgheter în acel sezon.

### PSV

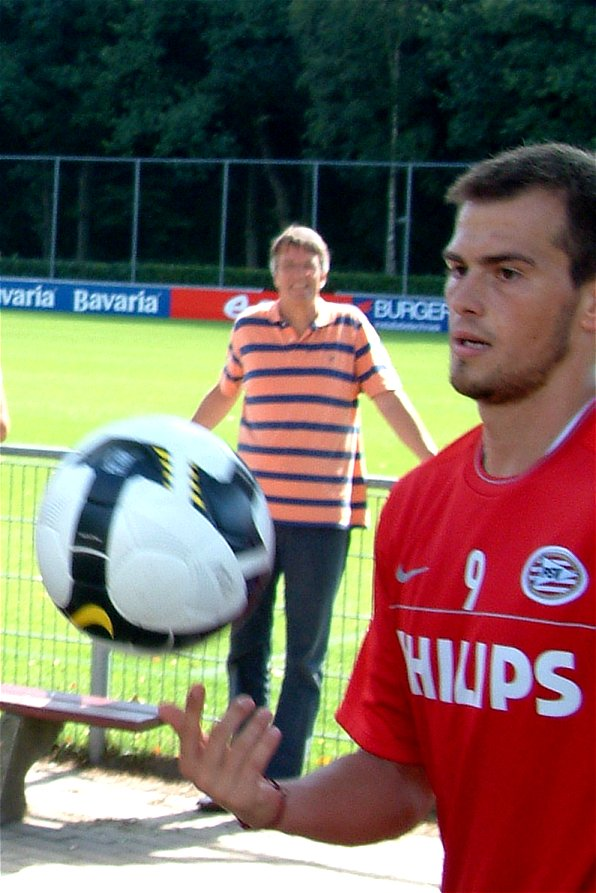
Lazović, în tricoul lui PSV Eindhoven, învârtind o minge

Lazović a atras atenția lui PSV, care l-a transferat după sfârșitul sezonului pentru 6,6   milioane €, semnând un contract pe cinci ani. El a preluat tricoul cu numărul 9 de la legendarul atacant Patrick Kluivert, căruia i-a fost reziliat contractul și a ajuns la Lille. La PSV, Lazović a primit porecla „Lazoflap” datorită aspectului său. 
În partida de deschidere a sezonului, Lazović a marcat de două or, într-o victorie scor 5-0 în fața NEC.  
În sezonul următor, Lazović a marcat primele sale două goluri în victoria lui PSV cu De Graafschap scor 3-0. În noiembrie 2008, va fi implicat într-un conflict cu managerul Huub Stevens. După ce i-a dat o pasă de gol lui Ibrahim Afellay într-un meci împotriva lui Ajax, l-a insultat pe Stevens, iar după meci (PSV a pierdut cu 4–1) a fost amendat pentru că s-a răsculat împotriva antrenorului.

### Zenit Sankt Petersburg

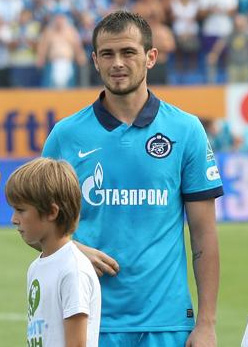
Lazović în tricoul lui Zenit înaintea unui meci

Pe 3 martie 2010, Zenit Saint Petersburg a finalizat transferul atacantului de la PSV, plătind  aproape 5 milioane de euro. După realizarea transferului, directorul general al PSV, Jan Reker, a declarat: „Danko Lazović și-a declarat interesul pentru Zenit în urmă cu o săptămână. De atunci am discutat despre situația sa de mai multe ori și am decis în cele din urmă să-l aducem.”
Lazović și-a făcut debutul în Prima Ligă Rusă pentru Zenit pe 13 martie 2010, împotriva lui Krîlia Sovetov Samara, intrând în minutul 54 în locul lui Konstantin Zîreanov. Două săptămâni mai târziu, Lazović i-a dat o pasă de gol lui Danny într-un meci cu Dinamo Moscova. A marcat primul său gol pe 9 iulie 2010 împotriva Alaniei Vladikavkaz, meci câștigat de Zenit în deplasare cu 3-1. 
La 27 februarie 2013, cu doar o zi înainte de expirarea ferestrei de transferuri din Rusia, a fost anunțat împrumutul lui la Rostov, tot din Prima Ligă Rusă, până la sfârșitul sezonului 2012–2013.  În primul său meci din sezonul 2012-2013 a jucat ca extremă stângă, într-o remiză scor 0-0 împotriva Alaniei Vladikavkaz. La sfârșitul sezonului, Lazović s-a întors din împrumut.

### Partizan
După ce a părăsit-o pe Zenit Saint Petersburg, Lazović s-a întors în Serbia pentru a reveni la Partizan fiind la acea vreme liber de contract și semnând un acord pe doi ani.  La 8 martie 2014, Lazović a redebutat pentru Partizan în fața lui Radnički Kragujevac, și a marcat un gol din penalty, într-o victorie scor 5-0.  În sezonul 2013–2014, Lazović a jucat zece meciuri și a marcat șase goluri. 
Lazović a jucat primul său meci din sezonul 2014–2015 împotriva lui HB la 15 iulie 2014, contând pentru al doilea tur preliminar al Ligii Campionilor UEFA 2014–2015, în care a marcat o dublă și a dat o pasă de gol într-o victorie scor 3-0.  La 31 august 2014, Lazović a marcat o dublă în victoria din deplasare, scor cu 4-0 cu Rad. A încheiat prima parte a sezonului cu 12 goluri și 8 pase de gol în 28 de meciuri în toate competițiile. 

### Beijing BG
Pe 16 februarie 2015, Lazović s-a transferat în al doilea eșalon chinez la Beijing BG.

### Olimpija Ljubljana
La 25 februarie 2016, Lazović a semnat cu echipa slovenă Olimpija Ljubljana din PrvaLiga. El a părăsit clubul pe 20 aprilie 2016 fără să joace în vreun meci, întrucât nu a obținut permisul de muncă.

### Videoton
În iunie 2016, Lazović a semnat cu clubul maghiar Videoton din Nemzeti Bajnokság I. A fost un jucător de bază, ajutându-și echipa să termine campionatul pe locul al doilea, fiind golghterul echipei. La începutul sezonului 2018-2019 a fost căpitanul echipei, reușind să se califice în grupele Ligii Campionilor, dar s-a retras înainte de începerea lor în septembrie 2018.